# Chrysotus acutus
Chrysotus acutus är en tvåvingeart som beskrevs av Aldrich 1896. Chrysotus acutus ingår i släktet Chrysotus och familjen styltflugor. Inga underarter finns listade i Catalogue of Life.